# The Memory of Trees
The Memory of Trees è il quarto album in studio della musicista e cantante irlandese Enya, pubblicato nel novembre 1995 dalla Warner Music.

## Il Disco

### Tracce
Testi di Roma Ryan, musiche di Enya.
1. The Memory of Trees – 4:18
2. Anywhere Is – 3:58
3. Pax Deorum – 4:58
4. Atahir Ar Neamh – 3:39
5. From Where I Am – 2:20
6. China Roses – 4:47
7. Hope Has A Place – 4:44
8. Tea-House Moon – 2:41
9. Once You Had Gold – 3:16
10. La Soñadora – 3:35
11. On My Way Home – 5:08

### Singoli estratti
- Anywhere Is (1995)
- On My Way Home (1996)

### Descrizione
The Memory of Trees è da molti considerato il disco in cui Enya raggiunge il culmine della sua maturazione artistica. La copertina, ispirata a un dipinto chiamato The Young King of the Black Isles di Maxfield Parrish, racchiude in un'atmosfera rarefatta le 11 tracce che compongono l'album, che risulta costituito da melodie che si perdono nel tempo e richiami a luoghi lontani, venati da una punta di mistero che rende la riflessione sulla vita e sulla religione (i temi prevalenti nelle varie canzoni) quanto mai nuova e suggestiva.
Un album ricco non solo musicalmente ma anche per quanto riguarda le lingue usate, nell'album infatti oltre a brani in inglese c'è un pezzo cantato interamente in latino (la maestosa Pax Deorum), uno in gaelico (Athair Ar Neamh) e in spagnolo (La Soñadora). China Roses, pur non essendo un singolo estratto, piacque moltissimo al pubblico e per via di questa "fama" venne usata in alcuni spot pubblicitari.
Verranno estratti due singoli : Anywhere Is e On My Way Home, entrambi accompagnati da due video molto suggestivi.

### Premi
Grammy Award (2002): Miglior Album New Age

## Classifiche
| Paese                 | Posizione |
| --------------------- | --------- |
| Australia             | 1         |
| Austria               | 3         |
| Belgio (Vallonia)     | 3         |
| Belgio (Fiandre)      | 6         |
| Canada                | 4         |
| Finlandia             | 11        |
| Regno Unito           | 5         |
| Irlanda               | 2         |
| Italia                | 4         |
| Giappone              | 10        |
| Nuova Zelanda         | 3         |
| Norvegia              | 1         |
| Paesi Bassi           | 1         |
| Spagna                | 1         |
| Svezia                | 1         |
| Svizzera              | 3         |
| Germania              | 4         |
| Ungheria              | 16        |
| Billboard 200         | 9         |
| Billboard Top New Age | 1         |

### Classifiche di fine anno
| Paese            | Posizione |
| ---------------- | --------- |
| Australia (1995) | 17        |
| Australia (1996) | 11        |
| Austria (1996)   | 22        |
| Svizzera (1996)  | 28        |

## Successo commerciale
The Memory of Trees conferma i grandi successi di vendite riscossi dai precedenti albums di Enya. Le certificazioni nazionali ufficiali di cui si ha notizia equivalgono a 4 dischi d'oro, 14 dischi di platino e 1 disco di diamante in 14 diversi paesi, più una certificazione di doppio disco di platino della IFPI per le oltre 2 milioni di copie vendute in Europa tra il 1995 e il 1996.
La somma delle vendite certificate nei 14 paesi di cui si hanno fonti ufficiali raggiunge la quota di 6 milioni, mentre le stime attribuiscono all'album vendite superiori alle 11 milioni di copie.

## Musicisti

### Artista
- Enya - voce, strumenti multipli

## Produzione
- Produttore: Nicky Ryan
- Musiche composte e suonate da Enya
- Testi scritti da Roma Ryan
- Ideato e mixato da Enya e Nicky Ryan
- Produttore Esecutivo: Rob Dickins
- Masterizzato da Arun
- Fotografia in copertina di Maxfield Parrish
- Design costume di Elizabeth Emanuel
- Layout copertina di Sooky